# Futurism
Futurismul este o mișcare a modernismului artistic italian, celebrând noua eră a tehnologiei moderne. Inițiatorul mișcării este poetul și editorul Filippo Tomasso Marinetti care în februarie 1909 publică Manifestul futurist. Revolta futuristă împotriva tuturor tradțiilor culturale merge mână în mână cu glorificarea "frumuseții vitezei", cultul mașinilor și al societății contemporane. Metropolele europene, care se dezvoltă într-un ritm alert la începutul secolului al XX-lea, pulsând de vuietul asurzitor al traficului rutier în care primele automobile își croiesc drum prin mulțimea de pietoni, bicicliști și trăsuri, expresie a dorinței de mobilitate a omului - iată cadrul în care a luat naștere futurismul (din limba italiană: futurismo; il futuro = viitorul). Cele mai semnificative rezultate ale  mișcării futuriste au existat în artele vizuale și în poezie.
Futurismul este curentul literar-artistic apărut în Italia la începutul secolului XX care exaltă promovarea noului, contrapunând oricăror norme și convenții trăirea libertății absolute, instituind cultul dinamicii industriale și vitezei care pulverizează formele, al mașinii, exprimând libertatea deplină a limbajului și emanciparea față de formele învechite.

## Apariție

### Manifesto, reprezentanți

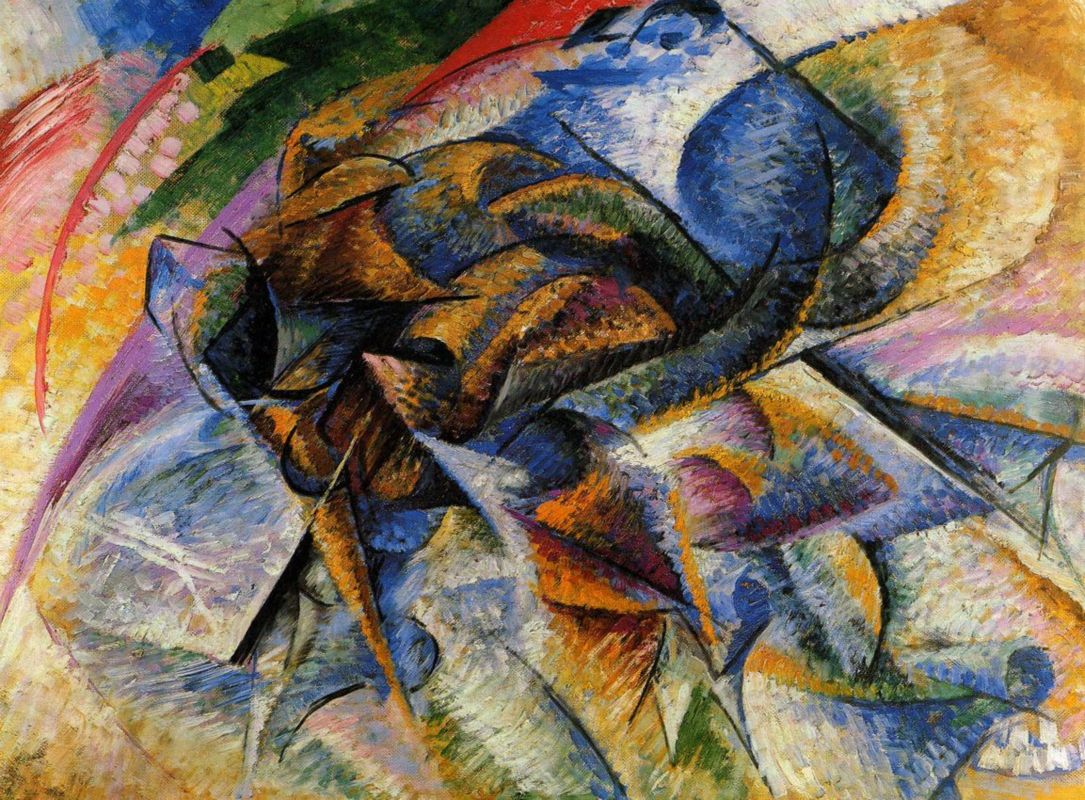
Umberto Boccioni - Dinamismul unui ciclist, 1913.

În manifestul său, Marinetti îndeamnă la respingerea artei tradiționale și la lichidarea muzeelor și bibliotecilor, glorificând curajul, revolta și războiul, preamărește viteza, cântă "mulțimile excitate de muncă", precum și realizările tehnice ale erei industriale. Deși manifestul este publicat la Paris - cel mai important centru al avangardei timpului - el este destinat cu precădere mediilor intelectuale italiene. În același timp, pe zidurile orașului Milano apar afișe cu lățimea de trei metri și înălțimea de un metru, din care sare în ochi cuvântul „FUTURISMO”, scris cu roșu aprins. Între anii 1909-1916, apar peste cincizeci de manifeste care se referă la sfere atât de variate precum politică, dans, muzică, film, sculptură, pictură sau chiar bucătărie. În anul 1922, Benito Mussolini instituie dictatura fascistă. În ciuda angajamentului naționalist al lui Marinetti și al câtorva tineri reprezentanți ai mișcării, noul regim îi atacă pe futuriști, acuzându-i de depravarea tineretului. Marinetti a vizitat România la invitația avangardei literare românești, care vedea în el pe unul din patriarhii săi; el s-a declarat impresionat de incendiul provocat de explozia unei sonde de la Moreni. 
Alți reprezentanți ai futurismului în literatură au fost Ardengo Soffici (în același timp și pictor), Fortunato Depero și Gian Pietro Luciani. În 1913, Giovanni Papini se situează pe poziții futuriste în revista „Lacerba”, de exemplu cu articolul „Caldo bagno di sangue” („Baie caldă de sânge”), apoi, văzând ororile războiului, se retrage.

### Futurismul în pictură
In pictură, futurismul este reprezentat de către Umberto Boccioni, Gino Severini, Giacomo Balla, Carlo Carrà și Luigi Russolo, care publică pe 8 martie 1910 „Manifestul picturii futuriste”, mai târziu (1915), „Manifestul construirii futuriste a universului”. Futurismul devine, așadar, o mișcare interdisciplinară care intervine în toate sferele creației artistice. Pictura celor cinci artiști italieni futuriști este adaptată timpului în care trăiesc, constituindu-se în avangardă artistică, corespunzând avangardei tehnologice. 

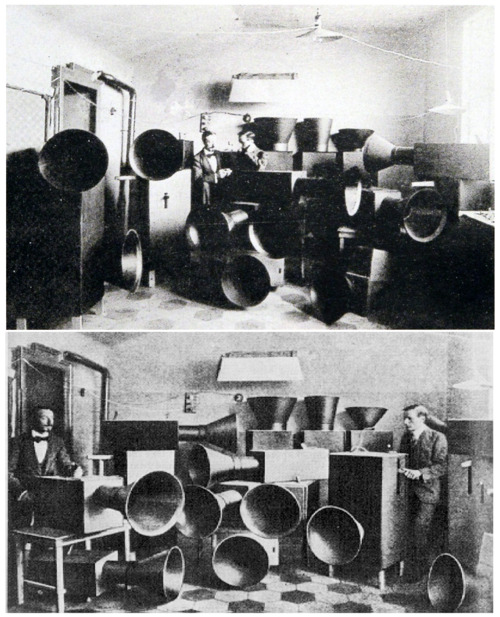
Luigi Russolo, intonarumori, 1920

Dacă unui observator neinițiat mecanismele, motoarele sau bicicletele i se par lipsite de poezie, pentru futurismul italian, dinamismul, forța, geometria mașinilor, viteza devin teme fundamentale. Creația futuriștilor datorează mult divizionismului („Pointilismului”) și cubismului, și a influențat, direct sau indirect, curentele artistice ale secolului al XX-lea, începând de la "cubofuturism" în Rusia (1910), până la reprezentanții artei "chinetice" în anii șaizeci. 
Muzee: Peggy Guggenheim Foundation, Veneția; Pinacoteca di Brera, Milano; Colecția G.Mattioli, Milano; Musée National d'Art Moderne, Paris; Muzeul Von der Heydt, Wuppertal; National Gallery of Canada, Ottawa; Museum of Modern Art, New York; Allbright Knox Art Gallery, Buffalo.
Lucrări reprezentative în pictură: Umberto Boccioni "Dinamismul unui ciclist", (1913); Gino Severini „Dansul ursului la Moulin Rouge” (1913) sau "Tren blindat în acțiune" (1915); Giacomo Balla „Lampă cu arc” (1910-1911); Carlo Carrà „Ieșirea de la teatru” (1910-1911); Luigi Russolo „Dinamismul automobilului” (1912-1913). 

## Artiști
- Giacomo Balla, Pictor italian
- Umberto Boccioni, Pictor italian, sculptor
- Anton Giulio Bragaglia, Artist italian
- Arturo Bragaglia, Actor italian
- Francesco Cangiullo, Scriitor și pictor italian
- Benedetta Cappa, Scriitor și pictor italian
- Mario Carli, Poet italian
- Carlo Carrà, Pictor italian
- Ambrogio Casati, Pictor italian
- Giannina Censi, Dansator
- Primo Conti, Artist italian
- Tullio Crali, Artist italian
- Luigi De Giudici, Pictor italian
- Fortunato Depero, Pictor italian
- Gerardo Dottori, Pictor italian, poet și critic de artă
- Escodamè, Poet italian
- Farfa (poet), Poet italian
- Fillìa, Artist italian
- Aldo Giuntini, Compozitor italian
- Luigi Grandi, Compozitor italian
- Filippo Tommaso Marinetti, Poet italian, dramaturg, romancier, jurnalist și teoretician
- Angiolo Mazzoni, Arhitect italian
- Sante Monachesi, Pictor italian
- Virgilio Mortari, Compozitor italian
- Almada Negreiros, Pictor portughez, poet și romancier
- Aldo Palazzeschi, Scriitor italian
- Giovanni Papini, Scriitor italian
- Emilio Pettoruti, Pictor argentinian
- Enrico Prampolini,  Pictor italian, sculptor și scenograf
- Francesco Balilla Pratella, Compozitor italian, muzicolog și eseist
- Luigi Russolo, Pictor italian, muzician, constructor de instrumente muzicale
- Antonio Sant'Elia, Arhitect italian
- Jules Schmalzigaug, Pictor belgian
- Gino Severini, Pictor italian
- Mario Sironi, Pictor italian
- Ardengo Soffici, Scriitor și pictor italian
- Joseph Stella, Pictor italian-american
- Frances Simpson Stevens, Pictor american
- Růžena Zátková, Artist ceh